# Наталия Никомидийская
Наталия Никомидийская (начало IV века) — христианская мученица, самая известная святая этого имени, жена мученика Адриана Никомидийского. 
В христианской церкви эта мученица имеет особый статус — она из числа бескровных мучеников (то есть мученица, которая умерла не от пролития крови (пыток, казни), а от внутренних душевных, сердечных страданий). Другая такая бескровная мученица — святая София Римская.
Празднование святым мученикам Адриану и Наталии совершается 26 августа (8 сентября). Традиционно в христианской православной культуре их почитают как покровителей брака.
Традиционно мученица Наталия Никомидийская изображается на иконах со свитком в руках. На свитке написаны слова: «Да исчезнут от ума твоего вся, яже суть мирская, тленная и душевредная».
О русском народном празднике в ее день см. Наталья Овсяница.

## Житие
Жила в начале IV века в городе Никомедии, который расположен на берегу Мраморного моря в Малой Азии в области Вифиния (в настоящее время — турецкий город Измит). Это была своеобразная культурная столица Рима, где располагались загородные поместья и виллы многих богатых высокопоставленных чиновников Рима. В это время в Риме и в Никомедии начались гонения на христиан, которые были инициированы императором Галерием Максимианом на второй год его правления. Христианство проникло в среду царского окружения. После возвращения с войны с победой император решил устроить в Никомедии пышный праздник, расставив золотые статуи и жертвенники. По преданию, когда началось окропление толпы народа жертвенной кровью, разразилась гроза, громы и молнии. Толпа в панике бежала, много людей было затоптано, император в страхе бежал. Это стало своеобразным «знаком борьбы» с христианами в Никомедии. В результате гонений по приказу императора в Рождественскую ночь в Никомедии были сожжены в христианских церквях 20 тысяч христиан, которые собрались на праздничную службу.
По преданию (исторически достоверные источники отсутствуют), Наталия выросла в богатой семье. Замуж вышла за начальника судебной палаты Адриана, который был язычником. На момент прибытия в Никомедию императора супруги прожили немногим больше года. Это было около 305—311 годов. Сама Наталия была тайной христианкой и была свидетельницей событий. Кроме того, ей было доступно свободное посещение темниц, поэтому она много помогала заточённым там христианам, лечила им раны. Её муж Адриан был язычником, и это очень огорчало её. Римский император Максимиан прибыл в Никомедию, где подверг 23 христиан ужасным мукам. Адриан вел допросы христиан, был свидетелем их мук и удивлялся дивному терпению и вере христиан. Под влиянием своего впечатления он стал спрашивать их о Боге. Согласно житию, во время разговора с мучениками благодать Божия коснулась его разумной и доброй души: он осознал божественную истину и объявил, что и он уверовал во Христа и готов умереть за него. Тогда мучители заковали Адриана в цепи и бросили в темницу.
Узнав об этом, молодая супруга его Наталия, которая втайне уже была христианкой, преисполнилась радости, что муж её узнал Христа и что ему предстоит мученический венец. Она поспешила к Адриану в темницу и, припав к его ногам, целовала его оковы и рассказывала ему об ожидающем его вечном блаженстве. «Господин мой, — говорила Наталия Адриану, — когда ты предстанешь перед Богом, умоли Его, чтобы и мне скоро последовать за тобой и не разлучаться с тобой в блаженной вечности». Перед казнью Адриана отпустили домой, чтобы он ещё раз увиделся с домашними и, может быть, отказался от христианства. Когда он постучал в дверь и Наталия услышала его голос, она в ужасе не хотела его впустить в дом, думая, что он испугался и отказался от подвига за веру. Адриан сообщил ей, что пришёл только попрощаться, что он твёрдо пойдёт на муки за веру вместе со всеми христианами. Наталия поняла, что ему теперь нужно её понимание, её помощь во душевном укреплении перед муками и смертью. Адриан вернулся в темницу. Наутро Наталия пришла к начальнику темницы и просила его разрешить ей присутствовать при казни христиан. Ей разрешили. Узнав, что им сначала размозжат молотами колени, Наталья просила начать с Адриана, так как боялась, что он не выдержит мук. Прошло семь дней допросов и ожиданий казни. Наталия все эти дни молилась Богу об укреплении Адриана и христиан перед муками и казнью, об укреплении их в вере. Когда пришёл день казни, Адриана вывели из темницы и предали муке. Наталия до конца была при нём, сама держала его ноги на наковальне, укрепляла его веру в распятого Христа, и имела утешение видеть, как он мужественно предал свою душу Богу. Когда палач размозжил ему ноги, Наталия подставила ему правую руку Адриана, чтобы он ударил и по ней. Эту руку со сложенными крестным знамением пальцами она выпросила себе. Дома она поместила её в особый ковчег и молилась Богу. Тела христианских мучеников как государственных преступников Римской империи приказано было сжечь за городом, поэтому Наталия не могла их похоронить.
Вскоре в Риме узнали, что богатая Наталия стала вдовой, и начались попытки сватовства к ней. Наталия же умоляла Бога и своего мужа Адриана помочь ей остаться вдовой и не выходить второй раз замуж. Так прошло около двух лет. Император не оставлял Наталию в поле своего внимания и якобы приказал ей выйти замуж. К ней посватался богатый римский военачальник (имя и должность неизвестны). Наталия, взяв ковчег с рукой Адриана, тайно села на корабль и бежала из Никомедии. Военачальник на корабле стал преследовать её корабль. Наталия молилась Богу о защите. Разразился морской шторм, среди туч и ливня корабль военачальника отстал и скрылся из виду. Но шторм не смолкал, Наталия молилась Христу о защите, молилась святому мученику Адриану о помощи. Тут с неба пролился луч, в котором Наталия увидела Адриана. Радость пронзила сердце Наталии: действительно Адриан достиг Царствия Небесного и слышит её молитвы и помогает ей. Корабль прибыл к берегу.
Потом Наталия долго скиталась и скрывалась по окраинам Вифинии. Наконец она узнала от христиан, где хранятся останки святых мучеников Адриана и христиан, казненных вместе с ним. Как выяснилось, их по каким-то причинам не сожгли, они были тайно увезены. Наталия направилась туда. Там Наталия открыла ковчег и соединила руку с останками. Силы её были уже на исходе, душевные переживания, сердечные муки измучили её. Наталия молилась о том, чтобы Адриан помог ей поскорее умереть, последовать за ним в Царствие Небесное. Возле святых мощей в молитвах она умерла. Так своими душевными страданиями святая Наталия заслужила мученический венец и последовала в Царство Небесное.

## Память
Празднование святым мученикам Адриану и Наталии совершается 26 августа (8 сентября). Традиционно в христианской православной культуре их почитают как покровителей брака.
Житие святых мучеников, по всей вероятности, составлено в V веке. Пространное житие мучеников переведено на славянский язык к конце XI века. Краткое житие переведено в XII века в составе Пролога Константина Мокисийского. В первой половине XIV века оно вновь было переведено (видимо, сербами на Афоне) в составе Стишного Пролога. В XVI веке пространное и краткое жития святых мучеников включены под 26 августа в ВМЧ.

### Мощи
В IV веке византийский епископ святитель Митрофан в Константинополе построил церковь Святых Мучеников Адриана и Наталии, где хранились их святые мощи. Позже мощи были перенесены из Константинополя в Рим, где папа Гонорий I построил на форуме посвящённый им храм.
Мощи святой мученицы Наталии находятся в Базилике Сан-Лоренцо-Маджоре в Милане (базилика Святого Мученика Архидиакона Лаврентия): «Сокровище древней базилики Сан-Лоренцо, которое особенно дорого сердцу русских женщин, скрыто в одной из капелл за алтарём, самой скромной и незаметной. Если не знать заранее, то никогда не подумаешь, что в новом престоле находятся мощи святой мученицы Наталии… Капелла с мощами св. Наталии находится за правой аркой… Капеллу открывают не только во время молебнов, но и по индивидуальной просьбе».

### Храмы
В IV веке византийский епископ святитель Митрофан в Константинополе построил церковь Святых Мучеников Адриана и Наталии, где хранились их святые мощи. Позже святые мощи были перенесены из Константинополя в Рим, где папа Гонорий I построил посвящённый им храм.
При жизни святого Варфоломея (то есть около 980—1050 годов) к монастырской церкви Гроттаферрата в Италии была пристроена маленькая часовня в честь святых Адриана и Наталии.
В 1914—1917 годах в посёлке Лосиноостровский (впоследствии — город Бабушкин, ныне район в Москве) был построен храм Святых Мучеников Адриана и Наталии. Главный престол храма был освящён в честь Адриана и Наталии.
Церковь Святых Мучеников Адриана и Наталии в Старо-Панове в Петербурге имеет богатую историю. Часовня, построенная в 1784 году, в 1809-м была перестроена в церковь и освящена во имя святых мучеников Адриана и Наталии. В ходе ожесточенных боёв летом 1942 года церковь была полностью разрушена. В 1997—2010 годах начато строительство храма-памятника погибшим и пропавшим без вести при обороне Ленинграда. Строительство храма Святых Мучеников Адриана и Наталии продолжается.
Церковь Мученицы Натальи в Пензе открылась в 2012 году, освящена 11 июня 2012 года.
Один из северных престолов храма Василия Блаженного в Москве освящён в честь святых мучеников Адриана и Наталии.

## Прочие сведения
До реформы русской орфографии 1918 года название города по-русски писалось с буквой «и» — Никомидія, что связано с византийским произношением буквы «η». Поэтому прилагательное в именах святых по традиции по-прежнему пишется через «и», хотя сам город сейчас пишется через «е», то есть «Никомедия» (отражение древнегреческого и латинского произношения).